# Keely Kelleher
Keely Kelleher (* 12. August 1984 in Bozeman, Montana) ist eine ehemalige US-amerikanische Skirennläuferin. Sie gehörte von 2003 bis 2010 dem Kader des US-amerikanischen Skiverbandes an. Ihre stärksten Disziplinen waren der Super-G und die Abfahrt. Kelleher fuhr im Weltcup vier Mal unter die schnellsten 30 und gewann zwei Rennen im Nor-Am Cup. 2010 wurde sie US-amerikanische Meisterin im Super-G.

## Karriere
Kelleher wuchs in Big Sky, Montana auf und begann bereits im Alter von zwei Jahren mit dem Skilauf. Ab 1999 besuchte sie für vier Jahre die Rowmark Ski Academy in Salt Lake City. Im Dezember 1999 bestritt sie ihre ersten FIS-Rennen, Einsätze im Nor-Am Cup folgten ab März 2001. In der Saison 2002/03 konnte sie sich in fast allen ihrer Rennen unter den besten zehn platzieren und erreichte mit dieser Leistung den dritten Platz in der Gesamtwertung. Im Februar 2003 nahm sie auch an einigen Rennen im Europacup teil und fuhr in den beiden Abfahrten von Innerkrems zweimal auf das Podest.
Im Sommer 2003 erlitt Kelleher bei einem Trainingssturz schwere Verletzungen am rechten Bein und musste fast zwei volle Saisons pausieren. Ihr Comeback gab sie am 8. März 2005 beim Nor-Am-Slalom in Craigleith. In der Saison 2005/06 konnte sie bereits wieder mehrere Podestplätze und einen Sieg feiern, erreichte den dritten Rang in der Gesamt- und in der Super-G-Wertung und belegte Rang fünf in der Abfahrtswertung. Sie war ab Januar 2006 auch wieder im Europacup am Start und erreichte im Jahr 2008 mehrere Top-10-Platzierungen.
Ihr Debüt im Weltcup gab Kelleher am 1. Dezember 2007 in der Abfahrt von Lake Louise. In dieser Saison nahm sie an insgesamt fünf Weltcuprennen teil, kam aber nie unter die besten 30. Am 20. Dezember 2008 erreichte sie im Super-G von St. Moritz den 27. Platz und holte ihre ersten Weltcuppunkte. Bei den Rennen in Bansko im Februar/März 2009 konnte sie wieder zweimal punkten. Ihr bestes Weltcupergebnis erreichte sie am 6. Dezember 2009 mit Platz 20 im Super-G von Lake Louise. Am 20. März 2010 wurde sie US-amerikanische Meisterin im Super-G. Zwei Monate später gab Kelleher ihren Rücktritt vom Skirennsport bekannt.

## Sportliche Erfolge

### Weltcup
- 4 Platzierungen unter den besten 30, davon einmal unter den besten 20

### Nor-Am Cup
- Saison 2002/03: 3. Gesamtwertung
- Saison 2005/06: 3. Gesamtwertung, 3. Super-G-Wertung, 5. Abfahrtswertung
- Saison 2007/08: 3. Abfahrtswertung
- 8 Podestplätze, davon 2 Siege:

| Datum            | Ort          | Land               | Disziplin |
| ---------------- | ------------ | ------------------ | --------- |
| 8. Februar 2006  | Big Mountain | Vereinigte Staaten | Super-G   |
| 6. Dezember 2007 | Lake Louise  | Kanada             | Abfahrt   |

### Weitere Erfolge
- US-amerikanische Meisterin im Super-G 2010
- 2 Podestplätze im Europacup
- 1 Sieg im South American Cup
- 8 Siege in FIS-Rennen (4 × Super-G, 4 × Riesenslalom)